# Poecilia elegans
Poecilia elegans és un peix de la família dels pecílids i de l'ordre dels ciprinodontiformes.

## Morfologia
Els mascles poden assolir els 3,6 cm de longitud total i les femelles els 4,6.

## Distribució geogràfica
Es troba a la República Dominicana.